# Héctor Faubel
Héctor Faubel (ur. 10 sierpnia 1983 w Llíria, Hiszpania) – hiszpański motocyklista, który ściga się w kategorii 250 cm³.

## Kariera w Grand Prix
| Sezon | Klasa   | Motor   | Liczba wyścigów | Zwycięstwa | Miejsca na podium | Najszybsze okrążenie | Punkty | Pozycja w generalce |
| ----- | ------- | ------- | --------------- | ---------- | ----------------- | -------------------- | ------ | ------------------- |
| 2000  | 125 cm³ | Aprilia | 2               | 0          | 0                 | 0                    | -      | -                   |
| 2001  | 125 cm³ | Aprilia | 2               | 0          | 0                 | 0                    | -      | -                   |
| 2002  | 250 cm³ | Aprilia | 16              | 0          | 0                 | 0                    | 14     | 23                  |
| 2003  | 250 cm³ | Aprilia | 16              | 0          | 0                 | 0                    | 34     | 13                  |
| 2004  | 250 cm³ | Aprilia | 14              | 0          | 0                 | 0                    | 31     | 17                  |
| 2005  | 125 cm³ | Aprilia | 16              | 0          | 3                 | 0                    | 113    | 9                   |
| 2006  | 125 cm³ | Aprilia | 16              | 2          | 5                 | 0                    | 197    | 3                   |
| 2007  | 125 cm³ | Aprilia | 1               | 1          | 1                 | 0                    | 25     | 1                   |

## Osiągnięcia
- Zwycięstwa w Grand Prix

1. Turcja -
2. Hiszpania -
3. Katar -

- Miejsca na podium w Grand Prix

1. Portugalia -
2. Holandia -
3. Japonia -
4. Turcja -
5. Hiszpania -
6. Malezja -
7. Portugalia -
8. Hiszpania -
9. Katar -